# Paralephana decaryi
Paralephana decaryi là một loài bướm đêm trong họ Noctuidae.